# Dave E. Satterfield

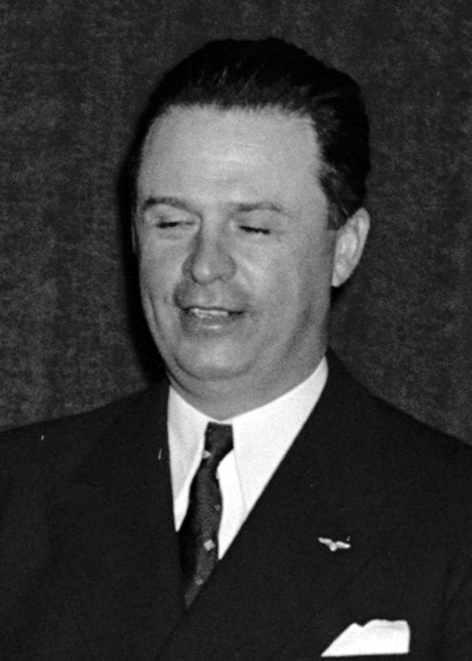
Dave E. Satterfield (1939)

Dave Edward Satterfield Jr. (* 11. September 1894 in Richmond, Virginia; † 27. Dezember 1946 ebenda) war ein US-amerikanischer Politiker. Zwischen 1937 und 1945 vertrat er den Bundesstaat Virginia im US-Repräsentantenhaus.

## Werdegang
Dave Satterfield besuchte die öffentlichen Schulen seiner Heimat. Nach einem anschließenden Jurastudium an der University of Richmond und seiner 1916 erfolgten Zulassung als Rechtsanwalt begann er in Richmond in diesem Beruf zu arbeiten. Während des Ersten Weltkrieges diente Satterfield zunächst direkt in der US Navy und dann in deren Fliegerkorps. Zwischen 1922 und 1933 war er Staatsanwalt in Richmond. Danach praktizierte er wieder als privater Rechtsanwalt. Gleichzeitig schlug er als Mitglied der Demokratischen Partei eine politische Laufbahn ein.
Nach dem Tod des Abgeordneten Andrew Jackson Montague wurde Satterfield bei der fälligen Nachwahl für den dritten Sitz von Virginia als dessen Nachfolger in das US-Repräsentantenhaus in Washington, D.C. gewählt, wo er am 2. November 1937 sein neues Mandat antrat. Nach drei Wiederwahlen konnte er bis zu seinem Rücktritt am 15. Februar 1945 im Kongress verbleiben. Dort wurden bis 1941 noch weitere New-Deal-Gesetze der Bundesregierung verabschiedet. Seit 1941 war auch die Arbeit des Kongresses von den Ereignissen des Zweiten Weltkrieges geprägt.
Satterfields Rücktritt erfolgte nach seiner Ernennung zum geschäftsführenden Direktor der Life Insurance Association of America in New York City. Er starb am 27. Dezember 1946 in Richmond, wo er auch beigesetzt wurde. Sein Sohn David (1920–1988) wurde ebenfalls Kongressabgeordneter.